# Arrondissement de Guebwiller
L'arrondissement de Guebwiller est une ancienne division administrative française, située dans le département du Haut-Rhin, en région Grand Est. Elle a été supprimée au 1er janvier 2015, absorbée par les arrondissements de Thann (devenu arrondissement de Thann-Guebwiller) et de Mulhouse.

## Composition
- canton d'Ensisheim
- canton de Guebwiller
- canton de Rouffach
- canton de Soultz-Haut-Rhin